# Zagnanado
Zagnanado est une commune du sud du Bénin.

## Géographie

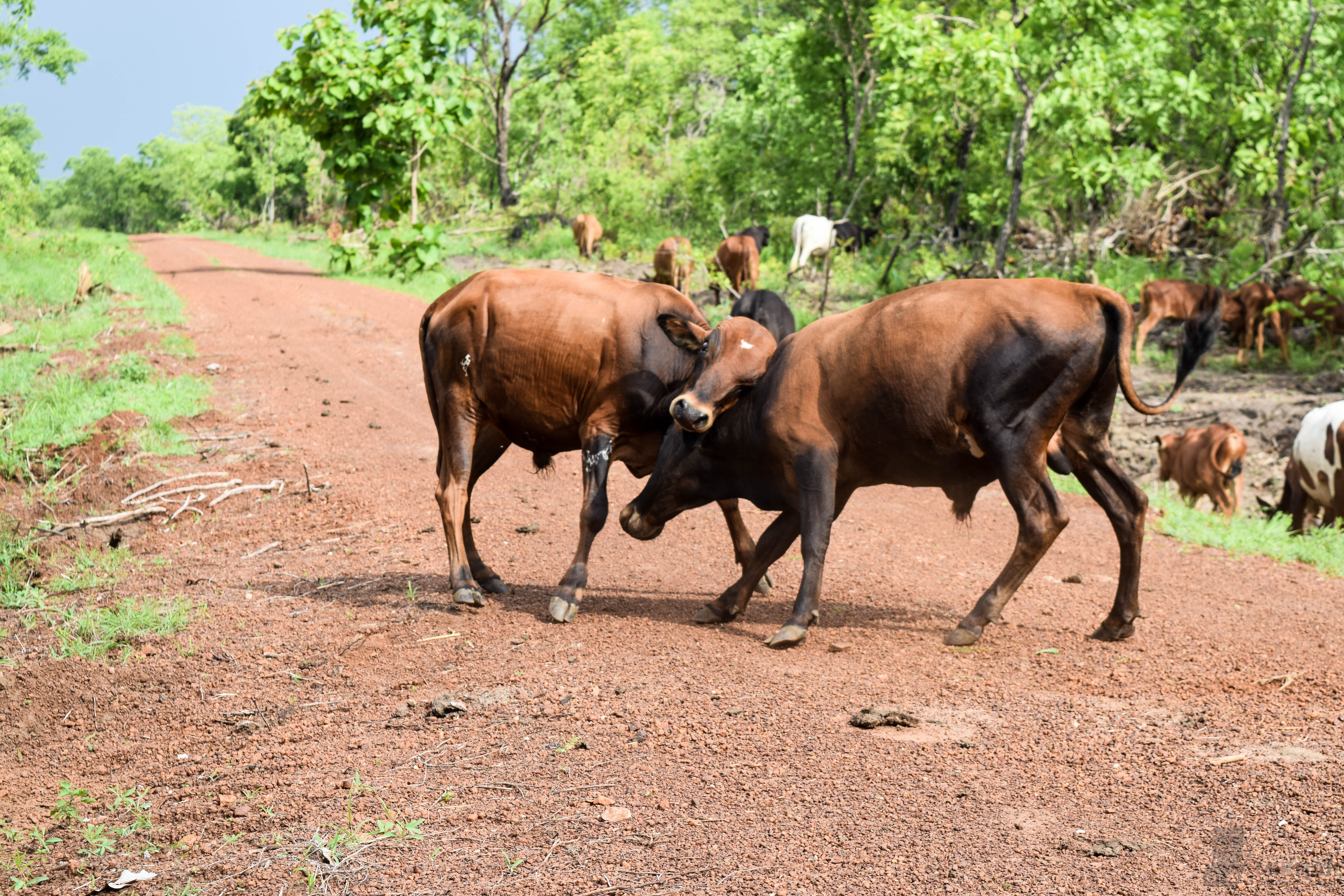
Lutte entre bovins dans le pâturage naturel de Samiondji
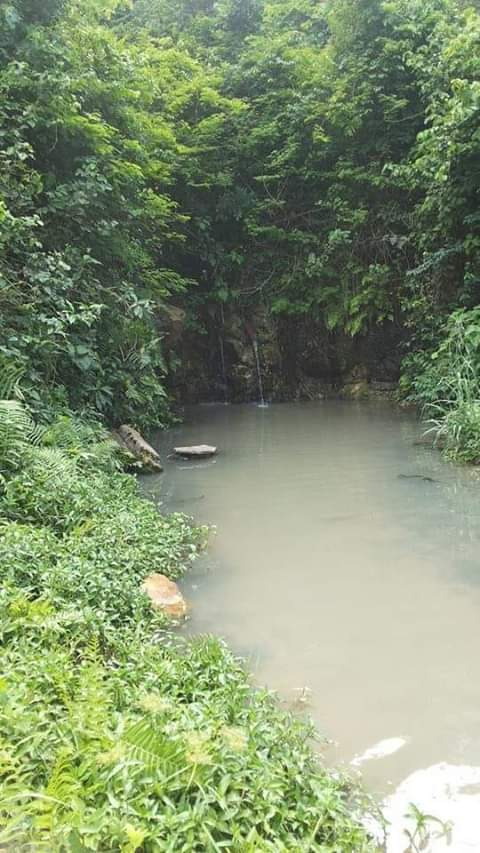
Chute d'eau

### Localisation
| Covè | Dassa-Zoumè | Kétou  |
| Covè | Zagnanado   | Kétou  |
| Covè | Zogbodomey  | Ouinhi |

## Population
Lors du recensement de 2024 , la commune comptait 71 207 habitants.

## Économie

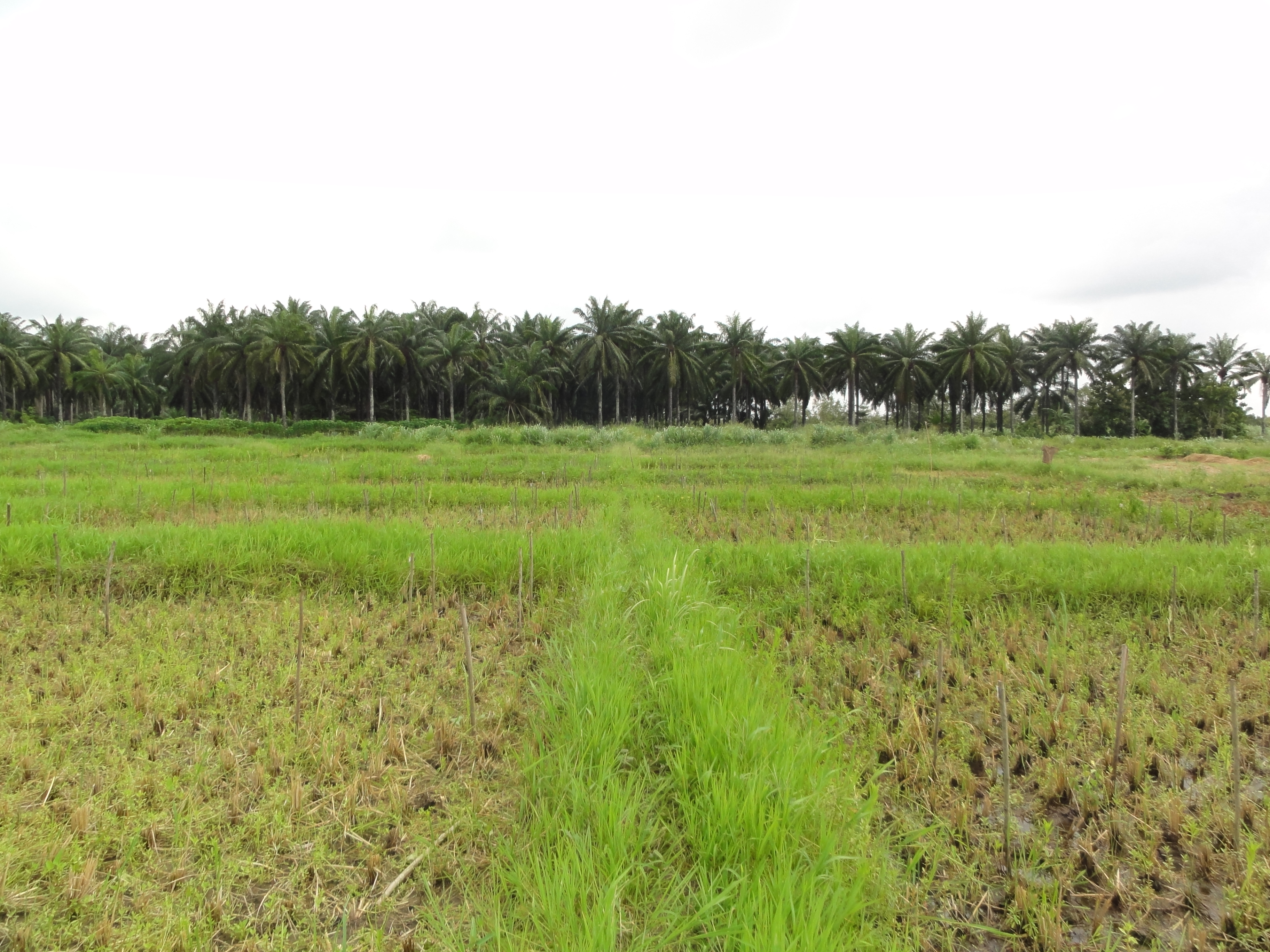
Riziculture à Zagnanado.

## Personnalités
L'enseignant et poète Jean-Marc-Aurèle Afoutou est né en 1947 à Zagnanado
L'économiste Leonard Wantchekon est né en 1956 près de Zagnanado, où vivait sa famille
le Cardinal Bernardin Gantin, le Colonel Beyeton, le Colonel Ahoueya, l'ancien député Léopold Ididjinan, Somasse Valentin (ancien député), Tchougbe Jean (Campus France Bénin), Togla Innocent (Secrétaire Général Adjoint du Ministère de l'Agriculture), Alexis Bocodaho, Isidore Hounwedo, Modeste Toboula, Iiam Mahimi (basketteur NBA), le guitariste Gilles Loueke.